# سقوط کابل (۱۳۸۰)
سقوط شهر کابل در ۱۳۸۰ در اوایل جنگ آمریکا در افغانستان رخ داد. نیروهای ائتلاف شمال حملات خود را در ۱۳ نوامبر ۲۰۰۱ آغاز کردند و سریعاً علیه نیروهای طالبان و القاعده که به شدت توسط حملات هوایی آمریکا و بریتانیا تضعیف شده بودند، پیشرفت کردند. روز بعد نیروهای ائتلاف شمال (پشتیبانی شده توسط ODA 555) وارد کابل شده و با هیچ مقاومتی در داخل شهر روبرو نشدند. نیروهای طالبان در جنوب به قندهار عقب‌ نشینی کردند.
همراه با سقوط مزار شریف پنج روز قبل، سقوط کابل ضربهٔ مهمی به کنترل طالبان افغانستان بود.
اعضای بازمانده از طالبان و القاعده از جمله اسامه بن لادن به سمت قندهار، زادگاه معنوی و خانه جنبش طالبان و تورا بورا، عقب‌نشینی کردند.